# Глендора (Њу Џерзи)
Глендора (енгл. Glendora) насељено је место без административног статуса у америчкој савезној држави Њу Џерзи.

## Демографија
По попису из 2010. године број становника је 4.750, што је 157 (-3,2%) становника мање него 2000. године.
| Група             | 2000.         | 2010.         |
| Белци             | 4.739 (96,6%) | 4.367 (91,9%) |
| Афроамериканци    | 25 (0,5%)     | 69 (1,5%)     |
| Азијати           | 16 (0,3%)     | 31 (0,7%)     |
| Хиспаноамериканци | 77 (1,6%)     | 221 (4,7%)    |
| Укупно            | 4.907         | 4.750         |